# Fingolimod
Fingolimod – organiczny związek chemiczny, lek immunosupresyjny stosowany u osób dorosłych w leczeniu stwardnienia rozsianego o ciężkim przebiegu, szybko postępującym lub w przypadku braku skuteczności interferonu beta. Lek moduluje czynność receptorów 1-fosforanu sfingozyny typu 1 (S1PR1), przez co hamuje migrację limfocytów T z węzłów chłonnych do ośrodkowego układu nerwowego. Powoduje to w efekcie zmniejszenie wynikającego z autoagresji uszkadzającego wpływu tych limfocytów na komórki ośrodkowego układu nerwowego, z jakim mamy do czynienia u chorych na stwardnienie rozsiane. Preparat fingolimodu jest zarejestrowany pod nazwą Gilenya.

## Wskazania
Fingolimod jest wskazany jako lek modyfikujący przebieg choroby w terapii postaci ustępująco-nawracającej stwardnienia rozsianego o dużym stopniu aktywności. Lek stosuje się w monoterapii. Fingolimod znajduje zastosowanie u chorych ze stwardnieniem rozsianym cechującym się dużą aktywnością, mimo leczenia ich zgodnie z zaleceniami interferonem beta. Wskazania do leczenia fingolomidem mają również chorzy, u których postać ustępująco-nawracająca rozwija się szybko i ma ciężki przebieg (warunki te określa się ściśle na podstawie przebiegu klinicznego choroby bądź obrazu lub dynamiki zmian w badaniu rezonansem magnetycznym mózgu).